# Lebo Lebo
António Lebo Lebo (* 29. Mai 1977 in Malanje, Angola), bekannt als Lebo Lebo, ist ein ehemaliger angolanischer Fußballspieler. Er nahm mit der angolanischen Nationalmannschaft an der Fußball-WM in Deutschland 2006 teil.

## Karriere
Lebo Lebo verbrachte die meiste Zeit seiner Karriere in seiner Heimat Angola und stand dort bei verschiedenen Erstligisten unter Vertrag. 2005 wurde er mit Sagrada Esperança und 2011 mit Recreativo Libolo angolanischer Meister. Zwischenzeitlich spielte er bei al-Jazira Club aus Abu Dhabi und Duque de Caxias FC aus Brasilien.  
Mit der Nationalmannschaft konnte der Abwehrspieler sich erstmals für eine Fußball-Weltmeisterschaft qualifizieren, kam beim Turnier 2006 in Deutschland jedoch nicht zum Einsatz. 2004 wurde er mit Angola Südafrikameister. Insgesamt absolvierte er von 2004 bis 2006 17 Länderspiele.

## Erfolge
- COSAFA Cup: 2004
- Angolanischer Meister: 2005, 2011